# Erioptera (Erioptera) alboguttata alboguttata
Erioptera (Erioptera) alboguttata alboguttata is een ondersoort van de tweevleugelige Erioptera (Erioptera) alboguttata uit de familie steltmuggen (Limoniidae). De ondersoort komt voor in het Oriëntaals gebied.